# Айова (Луїзіана)
Айова (англ. Iowa) — місто (англ. town) в США, в окрузі Калкасьє штату Луїзіана. Населення — 3436 осіб (2020).

## Географія
Айова розташована за координатами 30°14′21″ пн. ш. 93°0′47″ зх. д. / 30.23917° пн. ш. 93.01306° зх. д. (30.239058, -93.012957).  За даними Бюро перепису населення США в 2010 році місто мало площу 8,22 км², з яких 8,15 км² — суходіл та 0,07 км² — водойми.

## Демографія
Згідно з переписом 2010 року, у місті мешкало 2996 осіб у 1067 домогосподарствах у складі 803 родин. Густота населення становила 365 осіб/км².  Було 1173 помешкання (143/км²).
Расовий склад населення:
| - 69,6 % — білих - 25,9 % — чорних або афроамериканців - 0,5 % — корінних американців - 0,4 % — азіатів |

До двох чи більше рас належало 3,0 %. Частка іспаномовних становила 2,9 % від усіх жителів.
За віковим діапазоном населення розподілялося таким чином: 29,3 % — особи молодші 18 років, 59,5 % — особи у віці 18—64 років, 11,2 % — особи у віці 65 років та старші. Медіана віку мешканця становила 33,3 року. На 100 осіб жіночої статі у місті припадало 91,4 чоловіків;  на 100 жінок у віці від 18 років та старших — 88,9 чоловіків також старших 18 років.
Середній дохід на одне домашнє господарство  становив 52 002 долари США (медіана — 39 245), а середній дохід на одну сім'ю — 54 267 доларів (медіана — 39 122). Медіана доходів становила 44 250 доларів для чоловіків та 28 176 доларів для жінок. За межею бідності перебувало 25,4 % осіб, у тому числі 45,3 % дітей у віці до 18 років та 15,2 % осіб у віці 65 років та старших.
Цивільне працевлаштоване населення становило 1290 осіб. Основні галузі зайнятості: освіта, охорона здоров'я та соціальна допомога — 24,9 %, роздрібна торгівля — 17,3 %, мистецтво, розваги та відпочинок — 12,2 %, будівництво — 10,3 %.